# Euproctis bicolor
Euproctis bicolor är en fjärilsart som beskrevs av Walker 1855. Euproctis bicolor ingår i släktet Euproctis och familjen tofsspinnare. Inga underarter finns listade i Catalogue of Life.